# Квир-искусство
Квир-искусство (англ. queer art) — термин, обозначающий коллекцию произведений искусства и художников, оказавших влияние на культурный дискурс квир-сообщества, а также общество и культуру в целом.
Искусство, определяемое в «квир» ключе, как правило, имеет подспорье в критической «квир-теории», которая предполагает отход от бинарной гендерной системы и представляет ненормативное видение сексуальности индивидов, половой принадлежности человека и определения гендера в обществе в целом.

Дэвид Джей Гетси, профессор Чикагского института искусств и составитель антологии Queer, вышедшей в знаменитой серии Documents of Contemporary Art («Документы современного искусства») издательства MIT Press пишет: 
«Возможно, лучший способ понять содержание термина „квир“ — уяснить, что это, по сути, прилагательное, которое целенаправленно искажает то, к чему прилагается. Это приемлемое для общества определение любой „инаковости“» 
Люди, отвергающие традиционные гендерные идентичности и ищущие альтернативу аббревиатуре ЛГБТ, могут называть себя квирами.

## Значимость термина
Алекс Пилчер в книге «Краткая история квир-искусства» доказывает социальную значимость квир-искусства через детальный пересмотр принятой модели сексуальности, которая была сформирована ещё в 20-м веке. Автор повествует о существующих конкретных аномалиях гендера, дает им название «анархическая жилка», у которой нет официального определения и обычно она выступает дополнением к общепринятой модели сексуальности.
Квир-взгляд освещает, «оголяет» этот феномен и отрицает сглаживание подобных девиаций, которые фактически не вписываются в гендерный сценарий, который социологи и психологи прошлого столетия, а также и нынешнего времени, стремились упорядочить через отсылку к общественным клише («женское» и «мужское» начало; различные степени отклонений в сторону «бисексуальности», присущие каждому индивиду).

## Культурная функция
Термин «квир-искусство» решает проблему искажения фактов при описании изображаемых отношений героев произведений. Исследователи и специалисты в области искусства прибегают к исключительно бинарной системе отношений в соответствии с половой принадлежностью героев. До 20-го века практически нигде не обнаруживалось выражений открытой трансгендерной идентичности индивидов, что также указывает о существовании негласной «гендерной двойственности».
Термин «квир-искусство» решает проблему вынужденного умалчивания художниками переживаний по поводу их внутренних личных гендерных несоответствий, что неизбежно отражается в их произведения.
Так, изображенных представителей одного и того же пола в культурных произведениях называют «друзьями» или дают роли, которые напрямую исключают романтическую предпосылку отношений однополых представителей вовсе.
Введение термина решает проблему умалчивания важной биографической информации о художниках или интерпретации данной информации, исходя из негласной, исключительно «традиционной», сугубо гетеросексуальной принадлежности, что на практике в корне искажает смыслы произведений, а также предпосылки к их созданию и исторический контекст.

## Распространение термина
«Сегодня квир-искусство избирает для себя самые разнообразные формы репрезентации в диапазоне от активистских практик и междисциплинарных фестивалей, вроде Queer Arts Belfast в Северной Ирландии или фестиваля искусств Queer Arts в Канаде, до знаменитого комикса Элисон Бехдель (Dykes to Watch Out For), который лёг в основу теста на гендерную предвзятость. Параллельно происходит пересмотр истории искусства с точки зрения эволюции образов гомосексуальности в визуальной культуре. Здесь можно назвать труды Ричарда Мейера (Art & Queer Culture), Дэвида Гальперина (Is There a History of Sexuality?), Кристофера Рида (Art and Homosexuality. A History of Ideas) и Уитни Дэвиса (Queer Beauty: Sexuality and Aesthetics from Winckelmann to Freud and Beyond).»
В некоторых развитых странах мира закон о декриминализации гомосексуальности был принят ещё в 20-м веке. Это произвело влияние и на культурный дискурс искусства этих регионов. Так, в 2017 году в галерее «TATE MODERN. International modern and contemporary art» в Лондоне проходила масштабная выставка британского квир-искусства Queer British Art Архивная копия от 6 июля 2020 на Wayback Machine 1861—1967 в честь пятидесятилетия со снятия запрета на гомосексуальность в Англии.

## Споры о границах значения термина
На повестку выставки квир-искусства 2017 года в Великобритании бывший студент Оксфорда, ныне — доктор философии по английской литературе университета Саутгемптона Кевин Бразил написал критическое эссе, в котором доказывает через исторические арт-кейсы и культурные повестки тезис о том, что «Квир должен оставаться вне времени»  Архивная копия от 8 января 2020 на Wayback Machine.

Автор ссылается к словам куратора выставки квир-искусства Британского Тейт Модерн Клэр Барлоу:
Выставка демонстрирует то время, когда терминология «лесбиянка», «гей», «бисексуал» и «транс» не были признанными (не существовали, не имели применения, не выступали в качестве форм классификации). То же самое относилось и к термину «квир».
И такое обозначение формы странности лишь позже станет одной из легальных форм самовыражения, а значит в наше время «странностью» уже не назовется.

С точки же зрения Кевина Бразила введение термина «квир» создает парадокс: что общего между нынешним «квиром» и тем квиром, что закладывался в работы художников представленных на выставке «квир-искусства»? должны ли мы рассматривать объекты квир-искусства в качестве сексуальной оппозиции или контекста исторического промежутка создания произведения / жизни художника? 
Автор вопрошает: «что тогда можно называть квиром, если от комнаты к комнате, следуя хронологической логистике музейной выставки, мы увидим очевидно отличимые формы самовыражения, но они все признаны формами „странности“ — квир-искусством. Парадокс и заключается в том, что эти вопросы — это не сухая частная претензия к кураторам выставки или сотрудникам музея — а как открытые вопросы к концепции квир-искусства в целом.»
Вводится дискуссия о парадоксе среди тех, кто не находит ответа на вопрос: сам термин — это абстрактная константа «квирности» или термин носит функцию «ярлыка», предупреждение для зрителя о существующей «инаковости» произведения относительно своему времени создания?